# Infected Mushroom
Infected Mushroom (z ang. Zainfekowany grzyb) – zespół muzyki psychedelic trance oraz buttrock goa.
Zespół współtworzą Erez Aizen i Amit Duvdevani. Obaj artyści pochodzą z miasta Hajfa w północnej części Izraela. Swoją karierę rozpoczęli w późnych latach 90. Obaj artyści są pianistami (klawiszowcami) a swoją muzykę elektroniczną poddają obróbce przede wszystkim programem Sound Forge.

## Członkowie
- Erez Aizen znany też jako I.Zen oraz One Man Crew. Był też członkiem zespołów psychedelic trance Shidapu i Shiva Shidapu.
- Amit Duvedevani znany też jako Duvdev.
- Erez Netz jest gitarzystą. Z zespołem Infected Mushroom grywa na koncertach.

## Dyskografia

### Albumy
- The Gathering (1999)
- Classical Mushroom (2000)
- B.P. Empire (2001)
- Converting Vegetarians (2003)
- IM The Supervisor (2004)
- Vicious Delicious (2007)
- Legend of the Black Shawarma (2009)
- Army of Mushrooms (2012)
- Converting Vegetarians II (2015)
- Return to the Sauce (2017)
- Head of NASA and the 2 Amish Boys (2018)
- More Than Just a Name (2020)
- IM25 (2022)

### Single/EP
- Intelligate EP (1999)
- Bust a Move EP (2001)
- Classical Mushroom EP (2001)
- B.P. Empire EP (2001)
- Birthday EP (feat. Berry Sakharof) (2002)
- „Deeply Disturbed” (2003)
- Songs From The Other Side EP (2003)
- „Cities of the Future” (2004)
- „Stretched” (2005)
- „Becoming Insane” (2007)
- „Smashing The Opponent” (2009)
- „Killing Time” (2010)
- „Deck & Sheker” (2010)
- „Pink Nightmares” (2011)
- „I’m Alive” (with Paul Oakenfold) (2011)
- „U R So F****d” / „U R So Smart” (2012)
- „Evilution” (with Datsik feat. Jonathan Davis) (2012)
- „Nation of Wusses” (2012)
- „Nation of Wusses Remixes” (2012)
- „Friends on Mushrooms, Vol. 1" (2013)
- „Friends on Mushrooms, Vol. 2" (2013)
- „See me now” (2013)
- „Friends on Mushrooms, Vol. 3" (2014)
- „Friends on Mushrooms, Deluxe Edition” (2015)

### Teledyski
| Rok  | Piosenka                                       | Reżyser         |
| ---- | ---------------------------------------------- | --------------- |
| 2003 | „Deeply Disturbed”                             |                 |
| 2006 | „Becoming Insane”                              | harv            |
| 2009 | „Smashing The Opponent”                        | Jonathan Davis  |
| 2010 | "Killing Time (Infected Trance Remix)”         | Matan Cohen     |
| 2011 | „Pink Nightmares”                              | Sebastian Lopez |
| 2012 | „U R So F****d”                                | Dim Mak Records |
| 2012 | „Evilution (with Datsik feat. Jonathan Davis)” | Dim Mak Records |